# Владислав Матић
Владислав Матић (Крагујевац, 4. септембар 1925 — Ириг, 21. октобар 2007) био је југословенски и српски филмски и позоришни глумац.
Гимназију је завршио у Јагодини, а студирао је Позоришну академију у Београду, у првој генерацији (1948/49), истовремено наступајући у као глумац у Југословенском драмском позоришту. Након напуштања факултета прелази у Српско народно позориште, где је одиграо велики број улога.

Био је учесник народноослободилачке борбе народа Југославије.

## Улоге
|           | 1970 | 1980 | Укупно |
| --------- | ---- | ---- | ------ |
| ТВ филм   | 2    | 0    | 2      |
| ТВ серија | 0    | 1    | 1      |
| Укупно    | 2    | 1    | 3      |

| Год.   | Назив                                 | Улога \|- style="background: Lavender; text-align:center; " | 1970.е_ | 1970.е_ | 1970.е_ | 1970.е_ |
| 1977.  | Мушмуле са најлепшим жељама (ТВ филм) | /                                                           |         |         |         |         |
| 1978.  | Код Камиле (ТВ филм)                  | Јован Јовановић Змај                                        |         |         |         |         |
| 1980.е |                                       |                                                             |         |         |         |         |
| 1980.  | Врућ ветар (ТВ серија)                | Веснин адвокат                                              |         |         |         |         |